# Methanol-to-gasoline

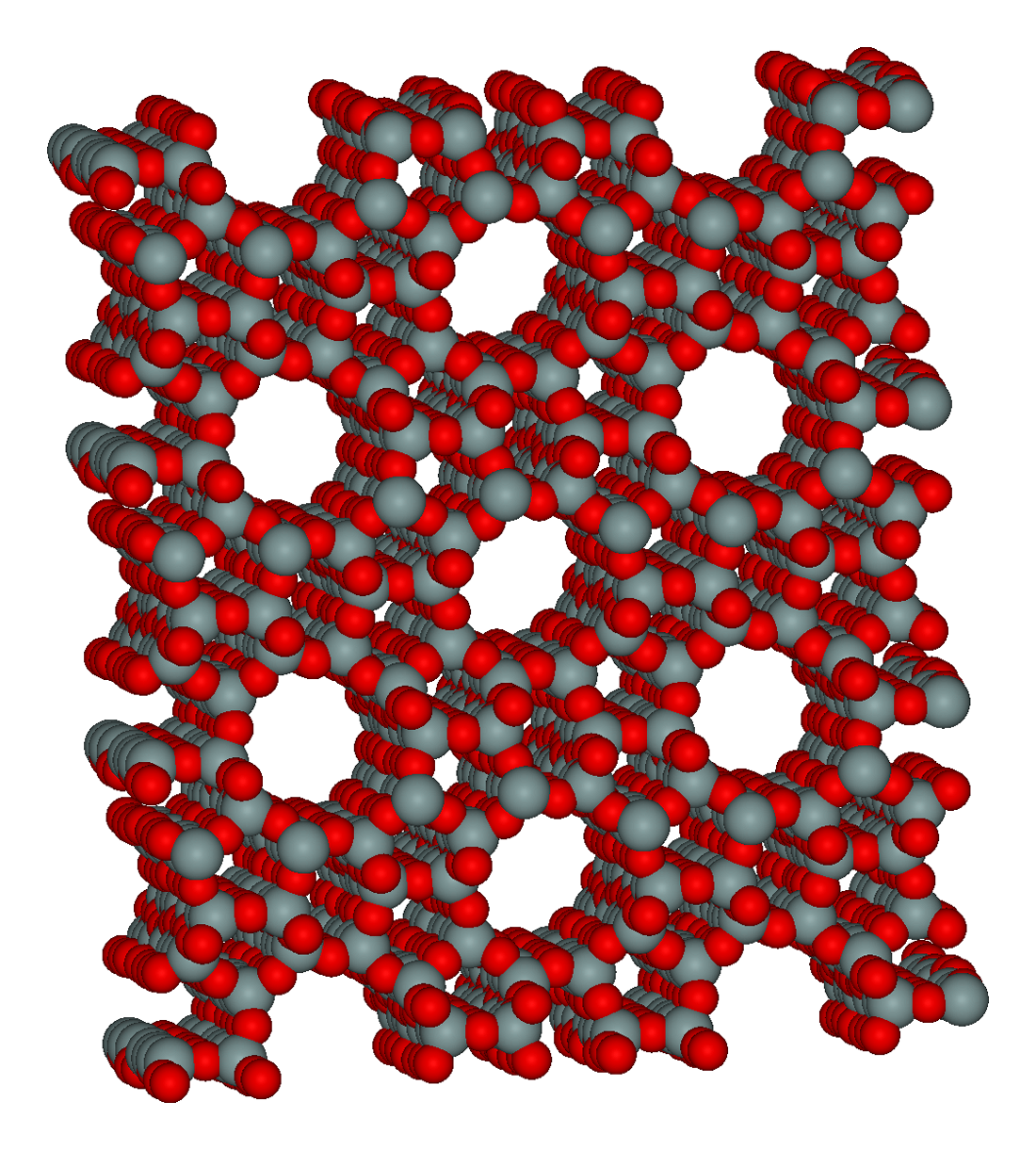
Structuur van de katalysator ZSM-5 die methanol helpt omzetten naar benzine

Methanol-to-Gasoline, kortweg MTG is een chemisch proces om benzine te produceren uit methanol.
Het proces is nuttig om benzine te produceren uit aardgas of steenkool in plaats van aardolie.
Het proces is in de jaren 70 ontwikkeld door Mobil (nu ExxonMobil).
De steenkolen of het aardgas worden eerst omgezet naar syngas en dan naar methanol.
De methanol wordt dan gedehydrateerd tot dimethylether (DME).
De dimethylether wordt dan nog verder gedehydrateerd over een katalysator.
De chemische reactie verloopt als volgt:
{\displaystyle \mathrm {n\ CH_{3}OH\to \textstyle {\frac {n}{2}}\ CH_{3}OCH_{3}+\textstyle {\frac {n}{2}}\ H_{2}O\to \mathrm {koolwaterstoffen\ formule:} \ (CH_{2})_{n}+n\ H_{2}O} }
Daarbij ontstaat 80% massa koolwaterstoffen met vijf koolstofatomen of meer.
De katalysator is meestal een zeoliet, bijvoorbeeld ZSM-5.
ZSM-5 verliest zijn activiteit door opbouw van koolstof.
De katalysator moet dan geregenereerd worden door de koolstof af te branden in lucht bij 500°C.
Het aantal mogelijke regeneraties is beperkt en uiteindelijk is de katalysator aan vervanging toe.